# 2-га паралель південної широти
2-га паралель південної широти — лінія широти, що лежить на 2 градуси південніше земної екваторіальної площини. Вона проходить через Атлантичний океан, Африку, Індійський океан, Південно-Східну Азію, Австралазію, Тихий океан та Південну Америку.

## Список географічних об'єктів, що перетинає 2° пд. ш.
Починаючи з Гринвіцького меридіану та рухаючись на схід, 2-га паралель південної широти проходить через:
| Координати                                                 | Країна, територія або море | Примітки |
| ---------------------------------------------------------- | -------------------------- | --- |
| 2°0′ пд. ш. 0°0′ сх. д. / 2.000° пд. ш. 0.000° сх. д.      | Атлантичний океан          | |
| 2°0′ пд. ш. 9°21′ сх. д. / 2.000° пд. ш. 9.350° сх. д.     | Габон                      | |
| 2°0′ пд. ш. 12°28′ сх. д. / 2.000° пд. ш. 12.467° сх. д.   | Республіка Конго           | |
| 2°0′ пд. ш. 12°52′ сх. д. / 2.000° пд. ш. 12.867° сх. д.   | Габон                      | |
| 2°0′ пд. ш. 14°15′ сх. д. / 2.000° пд. ш. 14.250° сх. д.   | Республіка Конго           | |
| 2°0′ пд. ш. 16°24′ сх. д. / 2.000° пд. ш. 16.400° сх. д.   | ДР Конго                   | Проходить через озеро Ківу                                                                                           |
| 2°0′ пд. ш. 29°9′ сх. д. / 2.000° пд. ш. 29.150° сх. д.    | Руанда                     | Проходить південніше Кігалі                                                                                          |
| 2°0′ пд. ш. 30°51′ сх. д. / 2.000° пд. ш. 30.850° сх. д.   | Танзанія                   | Проходить через озеро Вікторія та острів Укереве                                                                     |
| 2°0′ пд. ш. 35°50′ сх. д. / 2.000° пд. ш. 35.833° сх. д.   | Кенія                      | |
| 2°0′ пд. ш. 41°17′ сх. д. / 2.000° пд. ш. 41.283° сх. д.   | Індійський океан           | |
| 2°0′ пд. ш. 99°33′ сх. д. / 2.000° пд. ш. 99.550° сх. д.   | Індонезія                  | Проходить через острів Сілабок                                                                                       |
| 2°0′ пд. ш. 99°34′ сх. д. / 2.000° пд. ш. 99.567° сх. д.   | Ментавайська протока[en]   | |
| 2°0′ пд. ш. 100°52′ сх. д. / 2.000° пд. ш. 100.867° сх. д. | Індонезія                  | Проходить через острів Суматра                                                                                       |
| 2°0′ пд. ш. 104°47′ сх. д. / 2.000° пд. ш. 104.783° сх. д. | Протока Бангка[en]         | |
| 2°0′ пд. ш. 105°7′ сх. д. / 2.000° пд. ш. 105.117° сх. д.  | Індонезія                  | Проходить через острів Бангка                                                                                        |
| 2°0′ пд. ш. 106°8′ сх. д. / 2.000° пд. ш. 106.133° сх. д.  | Протока Карімата           | |
| 2°0′ пд. ш. 110°6′ сх. д. / 2.000° пд. ш. 110.100° сх. д.  | Індонезія                  | Проходить через острів Калімантан Західний Калімантан Центральний Калімантан Південний Калімантан Східний Калімантан |
| 2°0′ пд. ш. 116°27′ сх. д. / 2.000° пд. ш. 116.450° сх. д. | Макасарська протока        | |
| 2°0′ пд. ш. 119°13′ сх. д. / 2.000° пд. ш. 119.217° сх. д. | Індонезія                  | Проходить через острів Сулавесі                                                                                      |
| 2°0′ пд. ш. 121°27′ сх. д. / 2.000° пд. ш. 121.450° сх. д. | Море Банда                 | |
| 2°0′ пд. ш. 123°48′ сх. д. / 2.000° пд. ш. 123.800° сх. д. | Індонезія                  | Проходить через острів Бокан-Бесар в архіпелазі Банггай[en]                                                          |
| 2°0′ пд. ш. 123°51′ сх. д. / 2.000° пд. ш. 123.850° сх. д. | Море Банда                 | |
| 2°0′ пд. ш. 124°18′ сх. д. / 2.000° пд. ш. 124.300° сх. д. | Індонезія                  | Проходить через острови Сехо та Таліабу                                                                              |
| 2°0′ пд. ш. 124°33′ сх. д. / 2.000° пд. ш. 124.550° сх. д. | Море Банда                 | Проходить південніше острова Маголе[en], Індонезія                                                                   |
| 2°0′ пд. ш. 125°53′ сх. д. / 2.000° пд. ш. 125.883° сх. д. | Індонезія                  | Проходить через острів Санана[en]                                                                                    |
| 2°0′ пд. ш. 125°58′ сх. д. / 2.000° пд. ш. 125.967° сх. д. | Море Серам                 | Проходить південніше острова Гомуму[en], Індонезія                                                                   |
| 2°0′ пд. ш. 129°54′ сх. д. / 2.000° пд. ш. 129.900° сх. д. | Індонезія                  | Проходить через острів Місоол                                                                                        |
| 2°0′ пд. ш. 130°23′ сх. д. / 2.000° пд. ш. 130.383° сх. д. | Море Серам                 | |
| 2°0′ пд. ш. 132°0′ сх. д. / 2.000° пд. ш. 132.000° сх. д.  | Індонезія                  | Проходить через острови Нова Гвінея та Меос-Ваар                                                                     |
| 2°0′ пд. ш. 134°25′ сх. д. / 2.000° пд. ш. 134.417° сх. д. | Затока Чендравасіх[en]     | Проходить південніше острова Япен, Індонезія                                                                         |
| 2°0′ пд. ш. 137°12′ сх. д. / 2.000° пд. ш. 137.200° сх. д. | Індонезія                  | Проходить через Нову Гвінею                                                                                          |
| 2°0′ пд. ш. 139°3′ сх. д. / 2.000° пд. ш. 139.050° сх. д.  | Тихий океан                | Проходить південніше островів Нініго[en], Папуа Нова Гвінея                                                          |
| 2°0′ пд. ш. 146°34′ сх. д. / 2.000° пд. ш. 146.567° сх. д. | Папуа Нова Гвінея          | Проходить через острів Манус[en]                                                                                     |
| 2°0′ пд. ш. 147°11′ сх. д. / 2.000° пд. ш. 147.183° сх. д. | Затока Зееадлер-Харбор[en] | |
| 2°0′ пд. ш. 147°23′ сх. д. / 2.000° пд. ш. 147.383° сх. д. | Папуа Нова Гвінея          | Проходить через острів Лос-Негрос[en]                                                                                |
| 2°0′ пд. ш. 147°24′ сх. д. / 2.000° пд. ш. 147.400° сх. д. | Тихий океан                | Проходить північніше острова Тонг[en], Папуа Нова Гвінея Проходить південніше атола Онотоа, Кірибаті                 |
| 2°0′ пд. ш. 80°45′ зх. д. / 2.000° пд. ш. 80.750° зх. д.   | Еквадор                    | Проходить північніше Гуаякіля                                                                                        |
| 2°0′ пд. ш. 75°57′ зх. д. / 2.000° пд. ш. 75.950° зх. д.   | Перу                       | |
| 2°0′ пд. ш. 73°6′ зх. д. / 2.000° пд. ш. 73.100° зх. д.    | Колумбія                   | |
| 2°0′ пд. ш. 69°32′ зх. д. / 2.000° пд. ш. 69.533° зх. д.   | Бразилія                   | Амазонас Пара Мараньян — проходить північніше Сан-Луїса                                                              |
| 2°0′ пд. ш. 44°29′ зх. д. / 2.000° пд. ш. 44.483° зх. д.   | Атлантичний океан          | |